# صاصل إيراني
صاصل إيراني (الاسم العلمي: Ornithogalum iranicum) هو نوع نباتي يتبع جنس الصاصل من فصيلة الهليونية.